# Ina Ray Hutton
Ina Ray Hutton, pseudonimo di Odessa Cowen (Chicago, 13 marzo 1916 – Ventura, 19 febbraio 1984), è stata una cantante statunitense, bandleader and la sorellastra di June Hutton. Fu a capo di una delle prime big band tutte al femminile.

## Biografia

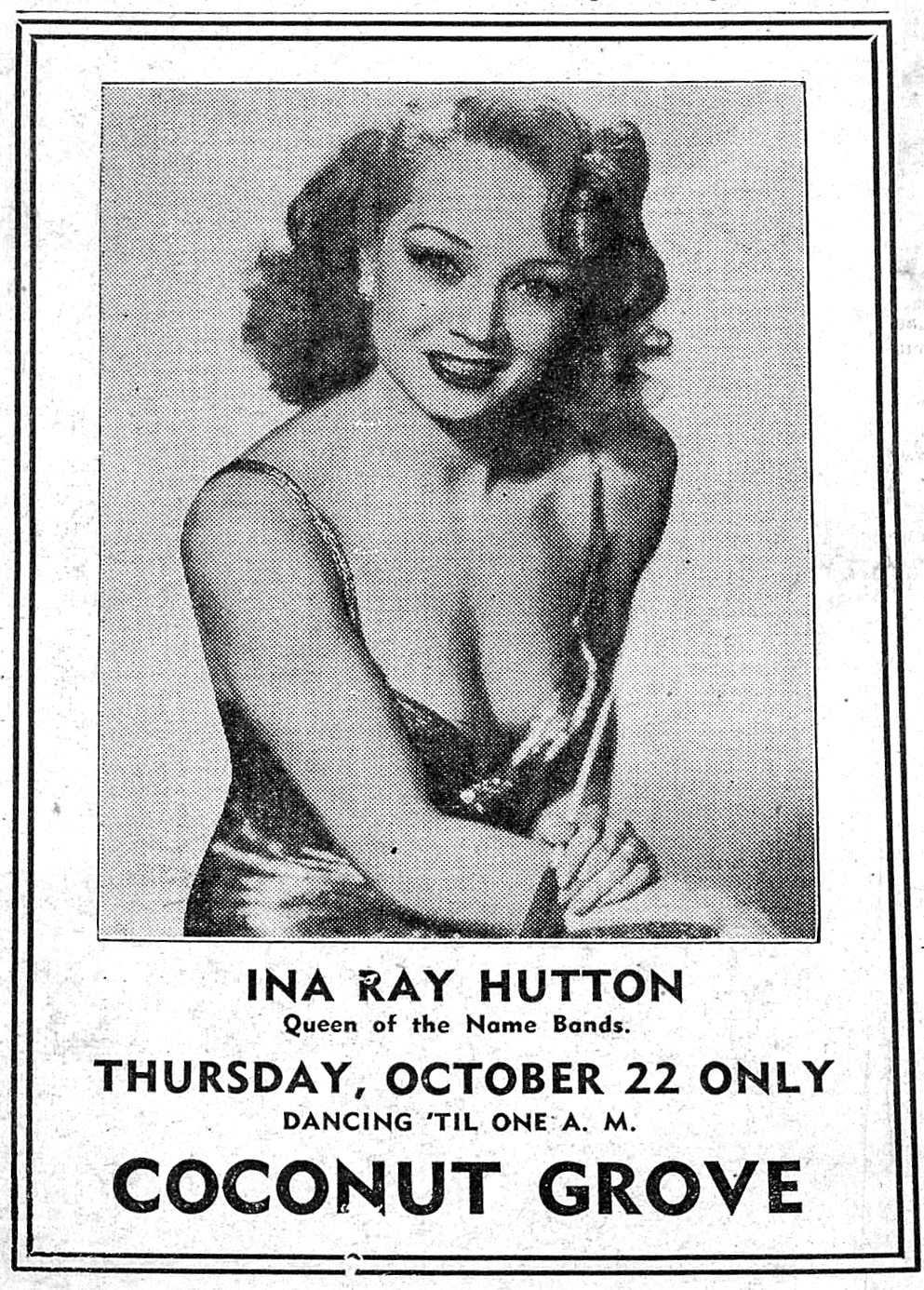
Annuncio di Ina Ray Hutton per un concerto alla base aerea dell'esercito, Salt Lake City, Utah, 22 ottobre 1942

Nativa di Chicago, la Hutton iniziò a ballare e cantare sul palcoscenico all'età di otto anni. Sua madre era una pianista di Chicago. All'età di 15 anni recitò nella rivista Gus Edwards Future Stars Troupe al Palace Theatre e in Clowns in Clover di Lew Leslie. A Broadway si esibì nelle riviste di George White Melody, Never Had an Education e Scandals, poi con le Ziegfeld Follies.
Nel 1934 fu avvicinata da Irving Mills e dall'agente di vaudeville Alex Hyde per dirigere un'orchestra di sole ragazze, le Melodears. Come parte della formazione del gruppo, Mills le chiese di cambiare il suo nome. Il gruppo comprendeva il trombettista Frances Klein, la pianista canadese Ruth Lowe Sandler, la sassofonista Jane Cullum, il chitarrista Marian Gange, il trombettista Mardell "Owen" Winstead e il trombonista Alyse Wells.
I Melodears apparvero in cortometraggi e nel film Big Broadcast del 1936. Registrarono sei canzoni, cantate dalla Hutton, prima di sciogliersi nel 1939. Poco dopo fondò la Ina Ray Hutton Orchestra (di soli uomini) che includeva George Paxton e Hal Schaefer. La band apparve nel film Ever Since Venus (1944), incise per Elite e Okeh e si esibì alla radio. Dopo che questa band si sciolse fondò un'altra band maschile un paio di anni dopo. Sposò il trombettista jazz Randy Brooks.
Durante gli anni '50 la Hutton formò una big band femminile che suonò in televisione e recitò in The Ina Ray Hutton Show. Si ritirò dalla musica nel 1968 e morì all'età di 67 anni il 19 febbraio 1984 per complicazioni dovute al diabete.

## Razza
Sebbene sia noto che la Hutton e alcuni membri della sua famiglia fossero bianchi, gli storici hanno teorizzato che lei e la sua famiglia fossero di origine mista bianca e afroamericana. Nel 1920 la stessa Hutton fu elencata nel censimento degli Stati Uniti come "mulatta" e nel 1930 come "negra". La Hutton è stata anche menzionata con il suo nome originale nel quotidiano nero di Chicago The Chicago Defender più volte in articoli che descrivono i primi anni della sua carriera. Una sua fotografia come ballerina di 7 anni apparve in un numero del 1924 del giornale.

## Vita privata
Si è sposata e ha divorziato:
- Charles Doerwald[7]
- Lou Parisotto[8]
- Randy Brooks[9]
- Michael Anter[10]
- John "Jack" Franklin Curtis (13 marzo 1963 - 28 dicembre 1979)

## Discografia
- Ina Ray Hutton and Her Melodears (Vintage Music, 2001)
- The Definitive Collection (Fantastic Voyage, 2011)[11]